# 北卡罗来纳州公共教育总监
北卡罗来纳州公共教育总监是该州政府行政部门经选举产生的宪法官员，主管该州公共教育部并负责全州的公立学校系统。同时公共教育总监亦兼任北卡罗来纳州教育委员会秘书，并担任州务委员会成员。现任总监为莫·格林，於2025年1月1日就職。
该职位最初设立于1852年，负责管理新成立的公共教育部。这一职位曾于1865年被废除，后于1868年根据新宪法恢复，并成为新设立的教育委员会成员。其职责此后多次由州议会调整。1971年新宪法规定公共教育总监为教育委员会秘书，但取消了其在委员会中的投票权。自20世纪60年代以来，公共教育总监与教育委员会之间的关系常因职责界定不清而出现矛盾与混乱。

## 职位历史
1839年，北卡罗来纳州议会通过《普通学校法》，将州级和地方资金整合，用于建立公共教育体系。1850年，州长查尔斯·曼利呼吁立法机关任命一个对公共学校具有集中管理权的官员。随后州议会于1852年设立公共教育部，由立法机关任命的普通学校总监领导。卡尔文·H·威利自1853年1月1日起任职，直到1865年4月25日美利坚联盟国在南北战争中投降后州政府宣布各职务空缺。该年晚些时候，议会拒绝拨款用于公立学校并废除总监职位，实际上终止了公共教育系统。该州随后于1868年通过新宪法，重新设立由公共教育总监和北卡罗来纳州教育委员会领导的公立学校体系。根据新体制，总监负责管理学校系统、执行相关法律、撰写全州教育年度报告，并研究其他地区的教育经验。宪法还规定，总监为州务委员会的当然成员。
公共教育总监的职责以及公共教育部的组织结构随着时间推移多次被州议会调整。1933年，立法机关将总监纳入新设立的州学校委员会，该委员会负责教育经费管理，后于1943年被撤销。同年，州宪法修订调整教育委员会的组成，虽保留公共教育总监的成员身份，但新增多个由州长任命的席位，使该委员会在教育政策上拥有与公共教育总监相抗衡的政治权力。20世纪60至70年代，公共教育总监与教育委员会其他成员之间关于职责划分的冲突日益频繁。1968年，宪法研究委员会建议由教育委员会任命总监，以减少选民负担、简化选票，但该建议在1971年宪法重写时被州议会否决。新宪法确认总监为教育委员会秘书，并取消其在委员会中的成员资格及投票权。1987年，立法机关再次尝试改由教育委员会任命总监，以简化州教育系统的管理。同年州参议院在州长和副州长支持下通过了相关宪法修正案，但在众议院委员会中被否决。次年州议会赋予公共教育总监重组公共教育部架构、支配部门资金、签订相关运营合同的权力。作为教育委员会秘书，总监还负责委员会相关支出的执行与政策决议的落实。
1990年代，州教育委员会设立副总监一职，并将直接管理权授予该职位。此后一些学校官员抱怨公共教育部的领导结构不够清晰，北卡罗来纳州公共学校论坛更将该体系形容为一个由总监、副总监、教育委员会及州长四方权力交错的“多头怪物”。1995年，州议会通过法律将大部分公共教育总监的权力移交给教育委员会。在鲍勃·埃瑟里奇担任公共教育总监期间，公共教育部中大量设立了“双重汇报”岗位，这些职位的工作人员同时向公共教育总监和教育委员会负责。
琼·阿特金森于2005年宣誓就职，成为首位经选举产生的女性公共教育总监。随后州教育委员会于2007年通过决议，规定副总监向委员会负责并拥有“管理公共教育部的权力与职责”，实际上剥夺了公共教育总监对该部门的基本管辖权，但这一决定后来被州议会推翻。2009年，州长贝弗·珀杜在教育委员会配合下，试图绕过阿特金森的权限任命一名首席行政官负责管理公共教育部，此举实际上将总监变为象征性职位。州长辩称此举是为了“为一个严重缺乏问责和明确方向的系统引入这两项要素”。阿特金森随后提起诉讼，要求确认她对公共教育部的领导权。韦克县高等法院最终裁定她胜诉，确认她对首席行政官拥有管理权。
州议会于2016年通过立法将部分教育委员会的权力转移给公共教育总监，对此教育委员会随即提起诉讼以试图阻止该法律实施。2018年，北卡罗来纳州最高法院裁定总监负责“所有与公立学校系统的直接监督和管理相关的事务”，同时依据宪法裁定教育委员会拥有“对州公立教育系统的最终监督与管理权”，并有权决定“委员会与总监之间关系的具体运作方式以及各自部门的内部运行机制”。判决作出后，公共教育总监马克·约翰逊取消了所有“双重汇报”岗位，使相关员工仅对其一人负责。现任总监莫·格林于2025年1月1日宣誓就职，成为首位担任该职的非裔。

## 组织架构

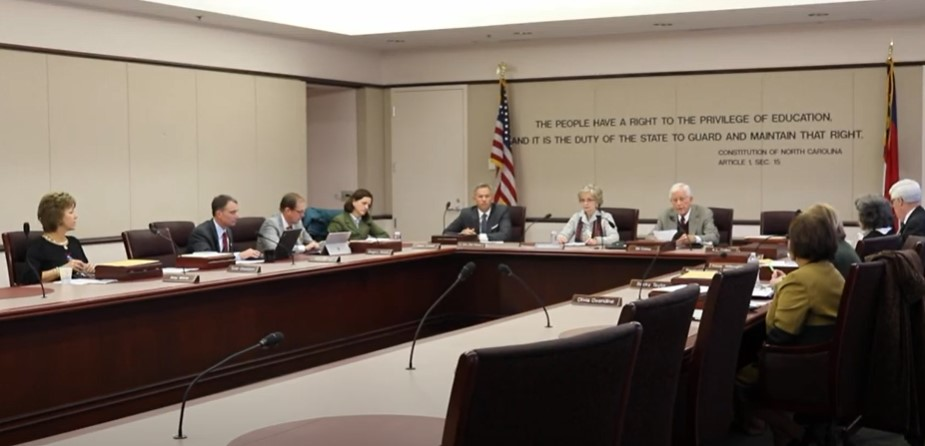
2016年北卡罗来纳州教育委员会会议，教育总监琼·阿特金森出席。教育总监兼任教育委员会秘书。

公共教育总监是北卡罗来纳州宪法中唯一专责公共教育事务的官员，任期不设上限。如该职位出现空缺，州长有权任命继任者，直至下一次州议会选举时通过普选产生新任总监。根据宪法第三章第八节，总监为州务委员会成员。州教育委员会负责制定教育政策，公共教育总监担任该委员会的秘书和首席行政官，但本身并非正式委员。州宪法未明确划分委员会与总监的行政职责，其具体职权由州法律规定。根据普通法，总监可任命一名地方学区总监以作为教育委员会的八位顾问成员之一。作为委员会秘书，总监负责管理其经费及对地方教育局的拨款，同时需向委员会通报公共教育情况、提出建议，并记录会议纪要。此外，总监还须在州议会常规会议召开前30天向州长报告全州教育状况。公共教育总监还是多个州级委员会的当然成员，其中包括法定教育内阁。同时公共教育总监并在州长继任顺位中排第七。
公共教育总监负责管理公共教育部，该部门下设三个科室，分别由三位助理总监领导，具体为教学与问责服务科、信息与技术服务科以及财务与人事服务科。截至2025年6月，该部门共有1023名员工，均依《州人力资源法案》聘用。而截至2022年10月，隶属于该部门的内部审计师以及教育委员会事务与政策主任仍需同时向公共教育总监和教育委员会汇报。与所有州务委员会成员一样，总监的薪资由州议会设定且任期内不得降低。截至2025年，公共教育总监年薪为168,384美元。

## 公共教育总监列表
| 任次 | 总监 | 总监          | 在任时间        | 来源  |
| ---- | ---- | ------------- | --------------- | ----- |
| 1    |      | 卡尔文·H·威利 | 1853年 – 1865年 | [ 1 ] |

| 任次 | 总监 | 总监              | 在任时间        | 党派   | 来源   |
| ---- | ---- | ----------------- | --------------- | ------ | ------ |
| 1    |      | 塞缪尔·S·阿什利   | 1868年 – 1871年 | 共和党 | [ 37 ] |
| 2    |      | 亚历山大·麦基弗   | 1871年 – 1875年 | 共和党 | [ 38 ] |
| 3    |      | 斯蒂芬·D·普尔     | 1875年 – 1876年 | 民主党 | [ 38 ] |
| 4    |      | 约翰·普尔         | 1876年 – 1877年 | 共和党 | [ 38 ] |
| 5    |      | 约翰·C·斯卡伯勒   | 1877年 – 1885年 | 民主党 | [ 38 ] |
| 6    |      | 悉尼·M·芬格       | 1885年 – 1893年 | 民主党 | [ 38 ] |
| 7    |      | 约翰·C·斯卡伯勒   | 1893年 – 1897年 | 民主党 | [ 38 ] |
| 8    |      | 查尔斯·H·梅班     | 1897年 – 1901年 | 共和党 | [ 38 ] |
| 9    |      | 托马斯·F·图恩     | 1901年 – 1902年 | 民主党 | [ 38 ] |
| 10   |      | 詹姆斯·Y·乔伊纳   | 1902年 – 1919年 | 民主党 | [ 38 ] |
| 11   |      | 尤金·C·布鲁克斯   | 1919年 – 1923年 | 民主党 | [ 38 ] |
| 12   |      | 阿奇·T·艾伦       | 1923年 – 1934年 | 民主党 | [ 38 ] |
| 13   |      | 克莱德·A·欧文     | 1934年 – 1952年 | 民主党 | [ 38 ] |
| 14   |      | 查尔斯·F·卡罗尔   | 1952年 – 1969年 | 民主党 | [ 38 ] |
| 15   |      | A·克雷格·菲利普斯 | 1969年 – 1989年 | 民主党 | [ 38 ] |
| 16   |      | 鲍勃·埃瑟里奇     | 1989年 – 1996年 | 民主党 | [ 38 ] |
| 17   |      | 迈克尔·E·沃德     | 1996年 – 2004年 | 民主党 | [ 38 ] |
| 18   |      | 帕特里夏·N·威洛比 | 2004年 – 2005年 |        | [ 38 ] |
| 19   |      | 琼·阿特金森       | 2005年 – 2016年 | 民主党 | [ 39 ] |
| 20   |      | 马克·约翰逊       | 2017年 – 2021年 | 共和党 | [ 40 ] |
| 21   |      | 凯瑟琳·特鲁伊特   | 2021年 – 2025年 | 共和党 | [ 41 ] |
| 22   |      | 莫·格林           | 2025年至今      | 民主党 | [ 22 ] |

## 引用著作
- Baxter, Andy.  (PDF). N.C. Insight. Vol. 12 no. 4 (N.C. Center for Public Policy Research). September 1990: 13–14  [2025-07-24]. （原始内容存档 (PDF)于2024-10-14）.
- Betts, Jack.  (PDF). N.C. Insight. Vol. 12 no. 4 (N.C. Center for Public Policy Research). September 1990: 2–4  [2025-07-24]. （原始内容存档 (PDF)于2025-02-11）.
- Blackburn, Dylan R. . North Carolina Law Review. January 2023, 101 (2): 517–568  [2025-07-24]. （原始内容存档于2024-07-09）.
- Guillory, Ferrel.  (PDF). N.C. Insight (N.C. Center for Public Policy Research). June 1988: 40–44  [2025-07-13]. （原始内容存档 (PDF)于2025-07-06）.
- . Raleigh: North Carolina Department of the Secretary of State. 2011. OCLC 2623953.
- Orth, John V.; Newby, Paul M.  second. Oxford University Press. 2013. ISBN 9780199300655.